# 서울대학교 사범대학 부설중학교
서울대학교 사범대학 부설중학교(서울大學校 師範大學 附設中學校)는 대한민국 서울특별시 성북구 종암동에 있는 국립 중학교이다.

## 학교 연혁
- 1945년 10월 1일 : 경성사범학교와 경성여자사범학교가 통합하여 경성사범대학 발족
- 1946년 9월 1일 : 경성사범학교 보통과와 경성여자사범학교 심상과를 합하여 국립서울대학교 사범대학 부속중학교 창설
- 1947년 10월 2일 : 남자부가 을지로 교사로부터 용두동 여자부 교사로 이전하여 남녀공학 실시
- 1950년 6월 27일 : 6.25사변으로 임시 휴교
- 1950년 10월 2일 : 서울 수복으로 복귀
- 1951년 2월 20일 : 부산시 보수공원에서 개교
- 1951년 8월 18일 : 학제 변경에 따라 중학교 및 고등학교 분리 개편, 제1회 졸업식 거행
- 1951년 11월 25일 : 부산 가교사 준공
- 1952년 4월 25일 : 서울 본 교사에서 분교 개교
- 1953년 9월 1일 : 서울 수복으로 본교사로 복귀
- 1954년 12월 23일 : 용두동 교사로 이전
- 1960년 10월 11일 : 도서실 및 사생과 특별 교실 신축 개관
- 1969년 3월 1일 : 대통령령(국립학교설치령) 제3613호(1968.10.17)에 따라 국립학교설치령이 개정됨에 따라 본교 여학생을 서울대학교사범대학부속여자중학교로 분리
- 1975년 5월 12일 : 용두동 교사에서 현 종암동 교사로 이전
- 1991년 11월 28일 : 신축 교사 기공
- 1993년 3월 31일 : 신축 교사 준공
- 2001년 3월 2일 : 대통령령(국립학교설치령) 제17143호에 따라 서울대학교 사범대학 부설중학교로 교명 변경
- 2011년 12월 28일 : 국립대학법인 서울대학교 설립 운영에 관한 법률 시행령에 따라 국립대학교법인 서울대학교 사범대학 부설중학교로 교명을 개명
- 2012년 9월 17일 : 신관 학생식당(1층) 준공
- 2014년 1월 24일 : 서울대학교법인화법 개정에 따른 부설학교 소속 확정
- 2015년 12월 23일 : 신관 특별교실 증축(2층~5층) 준공
- 2017년 2월 28일 : 제67회 졸업식(총 졸업생 25,730명)
- 2018년 8월 27일 : 다용도 체육관 준공
- 2024년 1월 5일 : 제74회 졸업식(총 졸업생 27,238명)
- 2025년 1월 10일 : 제75회 졸업식(총 졸업생 27,422명)

## 참고 자료
- 서울대학교 사범대학 부설중학교 - 한국교육학술정보원 학교알리미